# Bronius Grigelionis
Bronius Grigelionis (* 1. November 1935 in Iciūnai, Wolost Vaškai, jetzt Rajongemeinde Pasvalys; † 23. Mai 2014 in Vilnius) war ein litauischer Mathematiker und Professor der Universität Vilnius. Grigelionis beschäftigte sich mit der Wahrscheinlichkeitstheorie und mathematischer Statistik, insbesondere mit der Theorie der Semimartingale.

## Leben
1954 begann Grigelionis ein Diplomstudium der Mathematik an der Universität Vilnius. Dort schrieb er eine Abschlussarbeit unter der Leitung von Jonas Kubilius und begann sich für stochastische Zahlentheorie zu interessieren. 1959 ging Grigelionis nach Kiew (Ukraine) um bei Boris Wladimirowitsch Gnedenko zu doktorieren. Dort befreundete er sich mit Stochastikern wie Ihor Kowalenko, Volodymyr Korolyuk, Iossif Gichman und Anatolij Skorochod.
1960 folgte er Gnedenko nach Moskau an die Lomonossow-Universität Moskau in Russland. In Moskau besuchte er ein Seminar über Markow-Prozesse bei Eugene B. Dynkin. 1963 promovierte er unter der Leitung Gnedenkos zum Thema  Limit Theorems for Sums of Step Random Processes. 1969 habilitierte er sich an der Universität Vilnius. Im selben Jahr erhielt er den Litauischen Nationalen Wissenschaftspreis und 1971 wurde er in Vilnius Professor.
1976 wurde er Mitglied des International Statistical Institute (ISI). 1987 wurde er Mitglied der Litauischen Akademie der Wissenschaften und 1991 Mitglied der Litauischen Katholischen Akademie der Wissenschaften.

## Werk
Grigelionis publizierte um die 150 wissenschaftliche Artikel. Er führte eine Tripel von lokalen Charakteristiken und kanonischen Formen für eine große Klasse von local-unendilich-teilbare Semimartingale ein. Diese Charakteristiken werden als Grigelionis-Jacod-Charakteristiken bezeichnet.

### Publikationen (Auswahl)
- Processes of Meixner type. Lith Math J 39, 33–41 (1999). https://doi.org/10.1007/BF02465533
- On the Convergence of Sums of Random Step Processes to a Poisson Process https://doi.org/10.1137/1108017
- On the Self-Decomposability of Euler's Gamma Function. Lithuanian Mathematical Journal 43, 295–305 (2003). https://doi.org/10.1023/A:1026141402811
- On Subordinated Multivariate Gaussian Lévy Processes. Acta Appl Math 96, 233–246 (2007). https://doi.org/10.1007/s10440-007-9108-z

#### Bücher
- Student’s t-Distribution and Related Stochastic Processes. SpringerBriefs in Statistics. Springer, Berlin, Heidelberg. https://doi.org/10.1007/978-3-642-31146-8_1